# 794-es busz
A 794-es jelzésű elővárosi autóbusz Budapest és Perbál között, Budakeszit érintve közlekedik. A viszonylatot a MÁV Személyszállítási Zrt. üzemelteti.

## Története
2011. december 11-én indult. 2019. augusztus 10-étől a Széna téri autóbusz-állomás bezárása miatt budapesti végállomása a Széll Kálmán térre kerül át.
2020. május 4-étől Budakeszi, temetőnél is megáll.

## Megállóhelyei
Az átszállási kapcsolatok között az azonos útvonalon közlekedő 793-as busz nincsen feltüntetve.
| 0  | Budapest, Széll Kálmán tér             | 29 | 5, 16, 16A, 21, 21A, 22, 22A, 39, 91, 102, 116, 128, 129, 139, 140, 140A, 149, 155, 156, 221, 222 4, 6, 17, 56, 56A, 59, 59A, 59B, 61 781, 782, 783, 784, 785, 786, 787, 789, 791, 795 |
| 1  | Budapest, Szent János Kórház           | 28 | 22, 22A, 91, 128, 129, 155, 156, 222 56, 56A, 59, 59B, 60, 61 781, 782, 783, 784, 785, 786, 787, 789, 791, 795                                                                         |
| 2  | Budapest, Budagyöngye                  | 27 | 22, 22A, 129, 222, 291 56, 56A, 59B, 61 781, 782, 783, 784, 785, 786, 787, 789, 791, 795                                                                                               |
| 3  | Budapest, Kuruclesi út                 | 26 | 22, 22A, 222, 291 781, 782, 783, 784, 785, 786, 787, 789, 791, 795 |
| 4  | Budapest, Vízművek                     | 25 | 22, 22A, 222 781, 782, 783, 784, 785, 786, 787, 789, 791, 795 |
| 5  | Budapest, Dénes utca                   | 24 | 22, 22A, 222 781, 782, 783, 784, 785, 786, 787, 789, 791, 795 |
| 6  | Budapest, Szépjuhászné, Gyermekvasút   | 23 | 22, 22A, 222 781, 782, 783, 784, 785, 786, 787, 789, 791, 795 Gyermekvasút |
| 7  | Budapest, Országos Korányi Intézet     | 22 | 22, 22A, 222 781, 782, 783, 784, 785, 786, 787, 789, 791, 795 |
| 8  | Budapest, Szanatórium utca (Vadaspark) | 21 | 22, 22A, 188E, 222 781, 782, 783, 784, 785, 786, 787, 789, 791, 795 |
| 9  | Budakeszi, Erkel Ferenc utca           | 20 | 22, 22A, 188E, 222 781, 782, 783, 784, 785, 786, 787, 789, 791, 795 |
| 10 | Budakeszi, Gyógyszertár                | 19 | 22, 22A, 188E, 222 781, 782, 783, 784, 785, 786, 787, 789, 791, 795 |
| 11 | Budakeszi, Széchenyi utca (gimnázium)  | 18 | 188, 188E, 222 795 |
| 12 | Budakeszi, Temető                      | 17 | 188, 188E, 222 795 |
| 13 | Budakeszi, Harmatfű utca               | 16 | 795 |
| 14 | Budakeszi-szőlőtelep                   | 15 | 795 |
| 15 | Budakeszi, Erdő- és vadgazdaság        | 14 | 795 |
| 16 | Hidegvölgyi erdészlak                  | 13 | 795 |
| 17 | Pátyi elágazás                         | 12 | 778, 789, 795 |
| 18 | Telki, Hóvirág utca                    | 11 | 778, 789, 795 |
| 19 | Telki, Ófalu                           | 10 | 778, 789, 795 |
| 20 | Telki, Rákóczi Ferenc utca             | 9  | 778, 789, 795 |
| 21 | Telki, Muskátli utca                   | 8  | 778, 789, 795 |
| 22 | Telki, Újfalu                          | 7  | 778, 789, 795 |
| 23 | Budajenő, Posta                        | 6  | 778, 789, 795 |
| 24 | Budajenő, Petőfi Sándor utca           | 5  | 778, 789, 795 |
| 25 | Perbál, Újmajor                        | 4  | 778, 789, 795 |
| 26 | Perbál, Szervizüzem                    | 3  | 778, 789, 795 |
| 27 | Perbál, Központ                        | 2  | 778, 789, 795, 799 |
| 28 | Perbál, Kisperbál                      | 1  | 778, 789, 795, 799 |
| 29 | Perbál, autóbusz-forduló               | 0  | 778, 798 |